# 厉绥之
厉绥之（1885年—1975年），名家福，字綏之，浙江杭州人，中国第一代西医，浙江大学医学院前身浙江医学专门学校创始人之一，曾为慈禧太后看过病。厉绥之是清代文学家厉鹗的后人，中国资深外交官厉声教的大伯父，中国文学奖鲁迅的挚友。

## 生平
厉绥之14岁入浙江大学堂（浙江大学前身），三年后经国家选拔考试，赴日本游学八载，先后毕业于东京宏文学院、日本金泽医学专门学校（金泽医科大学前身）和日本京都帝国大学医学部。
厉绥之与鲁迅、钱均夫是刎颈之交。他们三人1902年同赴日本游学，最初曾在东京弘文学院一同学习日语，同班同寝室。1904年学毕日语后，厉绥之接受鲁迅的意见，一起学医。
厉绥之学成回国，于1909年考取了“医科举人”，并于1910年参加了末代清帝的“保和殿复试”，以“殿试一等”的成绩当即被授予医学部主事的头衔。1911年辛亥革命后，厉绥之曾担任浙江陆军医院院长，后又在沈钧儒的支持下，于1912年与韩清泉等共同创办了浙江医学专门学校（浙江医科大学前身）并任首任校长。该校是中国国人自己筹资创办的最早的医学专门学校。
留洋归国后的厉绥之曾名噪一时，因有他那般资历的医生当年在国内较少见，多有达官显要邀他为其医病诊治，其中甚至包括慈禧太后。据《杭州日报》载，厉绥之曾为慈禧太后看过病——从前进宫给女眷看病，都是“牵线搭脉”的，但厉绥之说，非得肌肤相触，才能精辨脉象，还得宽衣解带用西医的听筒，不然无法确诊。出人意料的是，慈禧太后竟然破例，一一答应了。

## 家族
厉绥之是清代诗人厉鹗的后人，晚清篆刻家厉良玉的长子；两个弟弟分别是民国高级将领厉尔康和近代教育家厉麟似；女儿和女婿分别是中国儿科医学开拓者厉矞华和杭州市原副市长、医学家陈礼节；侄子是中国资深外交官、双语作家厉声教。